# 卡特娅·科伦
卡特娅·科伦（1975年8月6日—），斯洛文尼亚女子高山滑雪运动员。她曾代表斯洛文尼亚参加1994年冬季奥林匹克运动会高山滑雪比赛，获得女子回转铜牌。